# Amphicnemis platystyla
Amphicnemis platystyla är en trollsländeart som beskrevs av Maurits Anne Lieftinck 1953. Amphicnemis platystyla ingår i släktet Amphicnemis och familjen dammflicksländor. IUCN kategoriserar arten globalt som otillräckligt studerad. Inga underarter finns listade i Catalogue of Life.